# 雨课堂
雨课堂是清华大学和学堂在线共同推出的教学工具。该工具基于微信使用，具有课前推送、实时答题、多屏互动、答疑弹幕及学生数据分析等功能，上课的PPT也会被实时推送到学生手机端。

## 相关事件
清华大学自动化系 2020 年大一C++大作业要求独立开发一个功能更强大的雨课堂，而且不允许基于自由软件开发。相关消息被发布到互联网上之后，清华特奖得主“游凯超”在知乎撰文，网友因将实验文档描述场景与日常使用软件联系，夸大了作业对各项功能要求，但对大一同学而言，此项作业难度依然非常高。